# CONCACAF Gold Cup
La CONCACAF Gold Cup, nota semplicemente come Gold Cup (o Copa Oro nei paesi di lingua spagnola), è una competizione calcistica del Nord America e del Centro America a livello di squadre nazionali, organizzata dalla CONCACAF ogni due anni a partire dal 1963.
Nelle ventotto edizioni disputate fino al 2025, sette squadre sono riuscite a vincere il trofeo. La nazionale più titolata è quella del Messico (13), seguita da Stati Uniti (7) e Costa Rica (3); al Messico appartiene anche il record del maggior numero di apparizioni alla fase finale della competizione (24).
Da quando il torneo ha cambiato formula e denominazione nel 1990, è stato dominato dalle nazionali di Messico e Stati Uniti, che si sono spartite diciassette delle diciotto edizioni giocate fino ad oggi (dieci trionfi dei messicani e sette degli statunitensi); l'unica eccezione è stata la vittoria del Canada nel 2000.

## Storia
Fino al 1963 in Nord America vi erano due competizioni separate: il CCCF Championship ed il NAFC Championship; questo perché il subcontinente aveva due confederazioni distinte: la CCCF, la cui giurisdizione comprendeva il Centro America e la maggior parte dei Caraibi, e la NAFC, formata invece da Canada, Cuba, Messico e Stati Uniti. In seguito alla fusione della CCCF con la NAFC nacque la CONCACAF, che diede poi il nome ufficiale alla competizione.
Nel 1963 si disputò per la prima volta un torneo continentale di calcio, denominato Campionato CONCACAF, che continuò fino al 1989. Nel 1990 il torneo cambiò denominazione in CONCACAF Gold Cup e l'anno seguente ripartì con cadenza biennale, seppur con qualche eccezione (l'edizione del 1995 fu posticipata al 1996, mentre quella del 2003 si giocò ad un solo anno di distanza dalla precedente). Dal 1991 ad oggi il torneo si è sempre svolto negli Stati Uniti, tuttavia in cinque occasioni l'organizzazione è stata condivisa con almeno un'altra nazione della CONCACAF (con il Messico nelle edizioni del 1993 e del 2003, con il Canada in quella del 2015 e del 2023 e con Costa Rica e Giamaica in quella del 2019).

## Albo d'oro
| Campionato CONCACAF | Campionato CONCACAF             | Campionato CONCACAF | Campionato CONCACAF                                     | Campionato CONCACAF | Campionato CONCACAF    | Campionato CONCACAF       | Campionato CONCACAF       | Campionato CONCACAF       |
| ------------------- | ------------------------------- | ------------------- | ------------------------------------------------------- | ------------------- | ---------------------- | ------------------------- | ------------------------- | ------------------------- |
| Anno                | Paese ospitante                 |                     | Classifica finale                                       | Classifica finale   | Classifica finale      | Classifica finale         | Classifica finale         | Classifica finale         |
| Anno                | Paese ospitante                 | Campione            | 2º posto                                                | 2º posto            | 3º posto               | 4º posto                  | 4º posto                  |                           |
| 1963                | El Salvador                     | Costa Rica          | El Salvador                                             | El Salvador         | Antille Olandesi       | Honduras                  | Honduras                  |                           |
| 1965                | Guatemala                       | Messico             | Guatemala                                               | Guatemala           | Costa Rica             | El Salvador               | El Salvador               |                           |
| 1967                | Honduras                        | Guatemala           | Messico                                                 | Messico             | Honduras               | Trinidad e Tobago         | Trinidad e Tobago         |                           |
| 1969                | Costa Rica                      | Costa Rica          | Guatemala                                               | Guatemala           | Antille Olandesi       | Messico                   | Messico                   |                           |
| 1971                | Trinidad e Tobago               | Messico             | Haiti                                                   | Haiti               | Costa Rica             | Cuba                      | Cuba                      |                           |
| 1973                | Haiti                           | Haiti               | Trinidad e Tobago                                       | Trinidad e Tobago   | Messico                | Honduras                  | Honduras                  |                           |
| 1977                | Messico                         | Messico             | Haiti                                                   | Haiti               | El Salvador            | Canada                    | Canada                    |                           |
| 1981                | Honduras                        | Honduras            | El Salvador                                             | El Salvador         | Messico                | Canada                    | Canada                    |                           |
| 1985                | Itinerante                      | Canada              | Honduras                                                | Honduras            | Costa Rica             | El Salvador               | El Salvador               |                           |
| 1989                | Itinerante                      | Costa Rica          | Stati Uniti                                             | Stati Uniti         | Trinidad e Tobago      | Guatemala                 | Guatemala                 |                           |
| CONCACAF Gold Cup   |                                 |                     |                                                         |                     |                        |                           |                           |                           |
| Anno                | Paese Ospitante                 |                     | Finale                                                  | Finale              | Finale                 | Finale per il terzo posto | Finale per il terzo posto | Finale per il terzo posto |
| Anno                | Paese Ospitante                 | Campione            | Risultato                                               | 2º posto            | 3º posto               | Risultato                 | 4º posto                  |                           |
| 1991                | Stati Uniti                     | Stati Uniti         | 3 - 0 Los Angeles Memorial Coliseum, Los Angeles        | Honduras            | Messico                | 2 - 0                     | Costa Rica                |                           |
| 1993                | Stati Uniti Messico             | Messico             | 2 - 1 (dts) Stadio Azteca, Città del Messico            | Stati Uniti         | Costa Rica Giamaica    | 1 - 1 (dts)               |                           |                           |
| 1996                | Stati Uniti                     | Messico             | 2 - 0 Los Angeles Memorial Coliseum, Los Angeles        | Brasile             | Stati Uniti            | 3 - 0                     | Guatemala                 |                           |
| 1998                | Stati Uniti                     | Messico             | 1 - 0 Los Angeles Memorial Coliseum, Los Angeles        | Stati Uniti         | Brasile                | 1 - 0                     | Giamaica                  |                           |
| 2000                | Stati Uniti                     | Canada              | 2 - 0 Los Angeles Memorial Coliseum, Los Angeles        | Colombia            | Perù Trinidad e Tobago | Perù Trinidad e Tobago    | Perù Trinidad e Tobago    |                           |
| 2002                | Stati Uniti                     | Stati Uniti         | 2 - 0 Rose Bowl, Pasadena                               | Costa Rica          | Canada                 | 2 - 1                     | Corea del Sud             |                           |
| 2003                | Stati Uniti Messico             | Messico             | 1 - 0 (gg) Stadio Azteca, Città del Messico             | Brasile             | Stati Uniti            | 3 - 2                     | Costa Rica                |                           |
| 2005                | Stati Uniti                     | Stati Uniti         | 0 - 0 (dts) 3 - 1 (dtr) Giants Stadium, East Rutherford | Panama              | Honduras Colombia      | Honduras Colombia         | Honduras Colombia         |                           |
| 2007                | Stati Uniti                     | Stati Uniti         | 2 - 1 Soldier Field, Chicago                            | Messico             | Canada Guadalupa       | Canada Guadalupa          | Canada Guadalupa          |                           |
| 2009                | Stati Uniti                     | Messico             | 5 - 0 Giants Stadium, East Rutherford                   | Stati Uniti         | Costa Rica Honduras    | Costa Rica Honduras       | Costa Rica Honduras       |                           |
| 2011                | Stati Uniti                     | Messico             | 4 - 2 Rose Bowl, Pasadena                               | Stati Uniti         | Honduras Panama        | Honduras Panama           | Honduras Panama           |                           |
| 2013                | Stati Uniti                     | Stati Uniti         | 1 - 0 Soldier Field, Chicago                            | Panama              | Honduras Messico       | Honduras Messico          | Honduras Messico          |                           |
| 2015                | Stati Uniti Canada              | Messico             | 3 - 1 Lincoln Financial Field, Filadelfia               | Giamaica            | Panama                 | 1 - 1 (dts) 3 - 2 (dtr)   | Stati Uniti               |                           |
| 2017                | Stati Uniti                     | Stati Uniti         | 2 - 1 Levi's Stadium, Santa Clara                       | Giamaica            | Costa Rica Messico     | Costa Rica Messico        | Costa Rica Messico        |                           |
| 2019                | Stati Uniti Costa Rica Giamaica | Messico             | 1 - 0 Soldier Field, Chicago                            | Stati Uniti         | Haiti Giamaica         | Haiti Giamaica            | Haiti Giamaica            |                           |
| 2021                | Stati Uniti                     | Stati Uniti         | 1 - 0 (dts) Allegiant Stadium, Paradise                 | Messico             | Canada Qatar           | Canada Qatar              | Canada Qatar              |                           |
| 2023                | Stati Uniti Canada              | Messico             | 1 - 0 SoFi Stadium, Inglewood                           | Panama              | Giamaica Stati Uniti   | Giamaica Stati Uniti      | Giamaica Stati Uniti      |                           |
| 2025                | Stati Uniti Canada              | Messico             | 2 - 1 NRG Stadium, Houston                              | Stati Uniti         | Guatemala Honduras     | Guatemala Honduras        | Guatemala Honduras        |                           |

## Medagliere
| Vittorie | Nazione     | Anno/i                                                                       |
| -------- | ----------- | ---------------------------------------------------------------------------- |
| 13       | Messico     | 1965, 1971, 1977, 1993, 1996, 1998, 2003, 2009, 2011, 2015, 2019, 2023, 2025 |
| 7        | Stati Uniti | 1991, 2002, 2005, 2007, 2013, 2017, 2021                                     |
| 3        | Costa Rica  | 1963, 1969, 1989                                                             |
| 2        | Canada      | 1985, 2000                                                                   |
| 1        | Guatemala   | 1967                                                                         |
| 1        | Haiti       | 1973                                                                         |
| 1        | Honduras    | 1981                                                                         |

### Ultimo titolo
- Messico: 2025
- Stati Uniti: 2021
- Canada: 2000
- Costa Rica: 1989
- Honduras: 1981
- Haiti: 1973
- Guatemala: 1967

### Primo titolo
- Costa Rica: 1963
- Messico: 1965
- Guatemala: 1967
- Haiti: 1973
- Honduras: 1981
- Canada: 1985
- Stati Uniti: 1991

## Piazzamenti
| Squadra                  | 1º | 2º | 3º | 4º |
| Messico                  | 13 | 3  | 3  | 1  |
| Stati Uniti              | 7  | 7  | 2  | 1  |
| Costa Rica               | 3  | 1  | 4  | 2  |
| Canada                   | 2  | 0  | 1  | 2  |
| Honduras                 | 1  | 2  | 2  | 2  |
| Haiti                    | 1  | 2  | 0  | 0  |
| Guatemala                | 1  | 2  | 1  | 2  |
| Panama                   | 0  | 3  | 1  | 0  |
| Giamaica                 | 0  | 2  | 2  | 1  |
| El Salvador              | 0  | 2  | 1  | 2  |
| Brasile                  | 0  | 2  | 1  | 0  |
| Trinidad e Tobago        | 0  | 1  | 1  | 1  |
| Colombia                 | 0  | 1  | 0  | 0  |
| Curaçao Antille Olandesi | 0  | 0  | 2  | 0  |
| Cuba                     | 0  | 0  | 0  | 1  |
| Corea del Sud            | 0  | 0  | 0  | 1  |

## Partecipazioni e prestazioni
| Nazionale                 | Campionato CONCACAF | Campionato CONCACAF | Campionato CONCACAF | Campionato CONCACAF | Campionato CONCACAF | Campionato CONCACAF | Campionato CONCACAF | Campionato CONCACAF | Campionato CONCACAF | Campionato CONCACAF | CONCACAF Gold Cup | CONCACAF Gold Cup | CONCACAF Gold Cup | CONCACAF Gold Cup | CONCACAF Gold Cup | CONCACAF Gold Cup | CONCACAF Gold Cup | CONCACAF Gold Cup | CONCACAF Gold Cup | CONCACAF Gold Cup | CONCACAF Gold Cup | CONCACAF Gold Cup | CONCACAF Gold Cup | CONCACAF Gold Cup | CONCACAF Gold Cup | CONCACAF Gold Cup | CONCACAF Gold Cup | CONCACAF Gold Cup | Partecipazioni | Vittorie |
| Nazionale                 | 1963                | 1965                | 1967                | 1969                | 1971                | 1973                | 1977                | 1981                | 1985                | 1989                | 1991              | 1993              | 1996              | 1998              | 2000              | 2002              | 2003              | 2005              | 2007              | 2009              | 2011              | 2013              | 2015              | 2017              | 2019              | 2021              | 2023              | 2025              | Partecipazioni | Vittorie |
| ------------------------- | ------------------- | ------------------- | ------------------- | ------------------- | ------------------- | ------------------- | ------------------- | ------------------- | ------------------- | ------------------- | ----------------- | ----------------- | ----------------- | ----------------- | ----------------- | ----------------- | ----------------- | ----------------- | ----------------- | ----------------- | ----------------- | ----------------- | ----------------- | ----------------- | ----------------- | ----------------- | ----------------- | ----------------- | -------------- | -------- |
| Messico                   | 1T                  | 1°                  | 2°                  | 4°                  | 1°                  | 3°                  | 1°                  | 3°                  | -                   | -                   | 3°                | 1°                | 1°                | 1°                | QF                | QF                | 1°                | QF                | 2°                | 1°                | 1°                | SF                | 1°                | SF                | 1°                | 2°                | 1º                | 1º                | 26             | 12       |
| Stati Uniti               | -                   | -                   | -                   | -                   | -                   | -                   | -                   | -                   | 1T                  | 2°                  | 1°                | 2°                | 3°                | 2°                | QF                | 1°                | 3°                | 1°                | 1°                | 2°                | 2°                | 1°                | 4°                | 1°                | 2°                | 1°                | SF                | 2º                | 20             | 7        |
| Costa Rica                | 1°                  | 3°                  | -                   | 1°                  | 3°                  | -                   | -                   | -                   | 3°                  | 1°                  | 4°                | 3°                | -                 | 1T                | QF                | 2°                | 4°                | QF                | QF                | SF                | QF                | QF                | QF                | SF                | QF                | QF                | QF                | QF                | 23             | 3        |
| Canada                    | -                   | -                   | -                   | -                   | -                   | -                   | 4°                  | 4°                  | 1°                  | -                   | 1T                | 1T                | 1T                | -                 | 1°                | 3°                | 1T                | 1T                | SF                | QF                | 1T                | 1T                | 1T                | QF                | QF                | SF                | QF                | QF                | 20             | 2        |
| Honduras                  | 4°                  | -                   | 3°                  | -                   | 6°                  | 4°                  | -                   | 1°                  | 2°                  | -                   | 2°                | 1T                | 1T                | 1T                | QF                | -                 | 1T                | SF                | QF                | SF                | SF                | SF                | 1T                | QF                | 1T                | QF                | 1T                | SF                | 23             | 1        |
| Guatemala                 | 1T                  | 2°                  | 1°                  | 2°                  | -                   | 5°                  | 5°                  | -                   | 1T                  | 4°                  | 1T                | -                 | 4°                | 1T                | 1T                | 1T                | 1T                | 1T                | QF                | -                 | QF                | -                 | 1T                | -                 | -                 | 1T                | QF                | SF                | 21             | 1        |
| Haiti                     | -                   | 6°                  | 5°                  | -                   | 2°                  | 1°                  | 2°                  | 6°                  | 1T                  | -                   | -                 | -                 | -                 | -                 | 1T                | QF                | -                 | -                 | 1T                | QF                | -                 | 1T                | QF                | -                 | SF                | 1T                | 1T                | 1T                | 17             | 1        |
| El Salvador               | 2°                  | 4°                  | -                   | -                   | -                   | -                   | 3°                  | 2°                  | 4°                  | 5°                  | -                 | -                 | 1T                | 1T                | -                 | QF                | QF                | -                 | 1T                | 1T                | QF                | QF                | 1T                | QF                | 1T                | QF                |                   | 1T                | 19             | -        |
| Trinidad e Tobago         | -                   | -                   | 4°                  | 5°                  | 5°                  | 2°                  | -                   | -                   | 1T                  | 3°                  | 1T                | -                 | 1T                | 1T                | SF                | 1T                | -                 | 1T                | 1T                | -                 | -                 | QF                | QF                | -                 | 1T                | 1T                | 1T                | 1T                | 19             | -        |
| Giamaica                  | 1T                  | -                   | -                   | 6°                  | -                   | -                   | -                   | -                   | -                   | -                   | 1T                | 3°                | -                 | 4°                | 1T                | -                 | QF                | QF                | -                 | 1T                | QF                | -                 | 2°                | 2°                | SF                | QF                | SF                | 1T                | 16             | -        |
| Panama                    | 1T                  | -                   | -                   | -                   | -                   | -                   | -                   | -                   | -                   | -                   | -                 | 1T                | -                 | -                 | -                 | -                 | -                 | 2°                | QF                | QF                | SF                | 2°                | 3°                | QF                | QF                | 1T                | 2º                | QF                | 13             | -        |
| Cuba                      | -                   | -                   | -                   | -                   | 4°                  | -                   | -                   | 5°                  | -                   | -                   | -                 | -                 | -                 | 1T                | -                 | 1T                | QF                | 1T                | 1T                | -                 | 1T                | QF                | QF                | -                 | 1T                | -                 | 1T                |                   | 12             | -        |
| Martinica                 | -                   | -                   | -                   | -                   | -                   | -                   | -                   | -                   | -                   | -                   | -                 | 1T                | -                 | -                 | -                 | QF                | 1T                | -                 | -                 | -                 | -                 | 1T                | -                 | 1T                | 1T                | 1T                |                   |                   | 7              | -        |
| Curaçao Antille Olandesi  | 3°                  | 5°                  | -                   | 3°                  | -                   | 6°                  | -                   | -                   | -                   | -                   | -                 | -                 | -                 | -                 | -                 | -                 | -                 | -                 | -                 | -                 | -                 | -                 | -                 | 1T                | QF                | -                 |                   | 1T                | 7              | -        |
| Guadalupa                 | -                   | -                   | -                   | -                   | -                   | -                   | -                   | -                   | -                   | -                   | -                 | -                 | -                 | -                 | -                 | -                 | -                 | -                 | SF                | QF                | 1T                | -                 | -                 | -                 | -                 | 1T                | 1T                | 1T                | 6              | -        |
| Nicaragua                 | 1T                  | -                   | 6°                  | -                   | -                   | -                   | -                   | -                   | -                   | -                   | -                 | -                 | -                 | -                 | -                 | -                 | -                 | -                 | -                 | 1T                | -                 | -                 | -                 | 1T                | 1T                | -                 |                   |                   | 5              | -        |
| Suriname                  | -                   | -                   | -                   | -                   | -                   | -                   | 6°                  | -                   | 1T                  | -                   | -                 | -                 | -                 | -                 | -                 | -                 | -                 | -                 | -                 | -                 | -                 | -                 | -                 | -                 | -                 | 1T                |                   | 1T                | 4              | -        |
| Brasile                   | -                   | -                   | -                   | -                   | -                   | -                   | -                   | -                   | -                   | -                   | -                 | -                 | 2°                | 3°                | -                 | -                 | 2°                | -                 | -                 | -                 | -                 | -                 | -                 | -                 | -                 | -                 |                   |                   | 3              | -        |
| Colombia                  | -                   | -                   | -                   | -                   | -                   | -                   | -                   | -                   | -                   | -                   | -                 | -                 | -                 | -                 | 2°                | -                 | QF                | SF                | -                 | -                 | -                 | -                 | -                 | -                 | -                 | -                 |                   |                   | 3              | -        |
| Grenada                   | -                   | -                   | -                   | -                   | -                   | -                   | -                   | -                   | -                   | -                   | -                 | -                 | -                 | -                 | -                 | -                 | -                 | -                 | -                 | 1T                | 1T                | -                 | -                 | -                 | -                 | 1T                |                   |                   | 3              | -        |
| Corea del Sud             | -                   | -                   | -                   | -                   | -                   | -                   | -                   | -                   | -                   | -                   | -                 | -                 | -                 | -                 | 1T                | 4°                | -                 | -                 | -                 | -                 | -                 | -                 | -                 | -                 | -                 | -                 |                   |                   | 2              | -        |
| Saint Vincent e Grenadine | -                   | -                   | -                   | -                   | -                   | -                   | -                   | -                   | -                   | -                   | -                 | -                 | 1T                | -                 | -                 | -                 | -                 | -                 | -                 | -                 | -                 | -                 | -                 | -                 | -                 | -                 |                   |                   | 1              | -        |
| Perù                      | -                   | -                   | -                   | -                   | -                   | -                   | -                   | -                   | -                   | -                   | -                 | -                 | -                 | -                 | SF                | -                 | -                 | -                 | -                 | -                 | -                 | -                 | -                 | -                 | -                 | -                 |                   |                   | 1              | -        |
| Ecuador                   | -                   | -                   | -                   | -                   | -                   | -                   | -                   | -                   | -                   | -                   | -                 | -                 | -                 | -                 | -                 | 1T                | -                 | -                 | -                 | -                 | -                 | -                 | -                 | -                 | -                 | -                 |                   |                   | 1              | -        |
| Sudafrica                 | -                   | -                   | -                   | -                   | -                   | -                   | -                   | -                   | -                   | -                   | -                 | -                 | -                 | -                 | -                 | -                 | -                 | QF                | -                 | -                 | -                 | -                 | -                 | -                 | -                 | -                 |                   |                   | 1              | -        |
| Belize                    | -                   | -                   | -                   | -                   | -                   | -                   | -                   | -                   | -                   | -                   | -                 | -                 | -                 | -                 | -                 | -                 | -                 | -                 | -                 | -                 | -                 | 1T                | -                 | -                 | -                 | -                 |                   |                   | 1              | -        |
| Guyana francese           | -                   | -                   | -                   | -                   | -                   | -                   | -                   | -                   | -                   | -                   | -                 | -                 | -                 | -                 | -                 | -                 | -                 | -                 | -                 | -                 | -                 | -                 | -                 | 1T                | -                 | -                 |                   |                   | 1              | -        |
| Bermuda                   | -                   | -                   | -                   | -                   | -                   | -                   | -                   | -                   | -                   | -                   | -                 | -                 | -                 | -                 | -                 | -                 | -                 | -                 | -                 | -                 | -                 | -                 | -                 | -                 | 1T                | -                 |                   |                   | 1              | -        |
| Guyana                    | -                   | -                   | -                   | -                   | -                   | -                   | -                   | -                   | -                   | -                   | -                 | -                 | -                 | -                 | -                 | -                 | -                 | -                 | -                 | -                 | -                 | -                 | -                 | -                 | 1T                | -                 |                   |                   | 1              | -        |
| Qatar                     | -                   | -                   | -                   | -                   | -                   | -                   | -                   | -                   | -                   | -                   | -                 | -                 | -                 | -                 | -                 | -                 | -                 | -                 | -                 | -                 | -                 | -                 | -                 | -                 | -                 | SF                | QF                |                   | 2              | -        |
| Saint Kitts e Nevis       | -                   | -                   | -                   | -                   | -                   | -                   | -                   | -                   | -                   | -                   | -                 | -                 | -                 | -                 | -                 | -                 | -                 | -                 | -                 | -                 | -                 | -                 | -                 | -                 | -                 | -                 | 1T                |                   | 1              |          |
| Rep. Dominicana           | -                   | -                   | -                   | -                   | -                   | -                   | -                   | -                   | -                   | -                   | -                 | -                 | -                 | -                 | -                 | -                 | -                 | -                 | -                 | -                 | -                 | -                 | -                 | -                 | -                 | -                 | -                 | 1T                | 1              |          |
| Arabia Saudita            | -                   | -                   | -                   | -                   | -                   | -                   | -                   | -                   | -                   | -                   | -                 | -                 | -                 | -                 | -                 | -                 | -                 | -                 | -                 | -                 | -                 | -                 | -                 | -                 | -                 | -                 | -                 | QF                | 1              |          |
| Squadre partecipanti      | 9                   | 6                   | 6                   | 6                   | 6                   | 6                   | 6                   | 6                   | 9                   | 5                   | 8                 | 8                 | 9                 | 10                | 12                | 12                | 12                | 12                | 12                | 12                | 12                | 12                | 12                | 12                | 16                | 16                | 16                | 16                | Edizioni       | 28       |

Legenda: 1° = Primo classificato, 2° = Secondo classificato, 3° = Terzo classificato, 4° = Quarto classificato, 5° = Quinto classificato, 6° = Sesto classificato, SF = Semifinalista, QF = Quarti di finale, 1T = Primo turno.

### Miglior piazzamento di ogni squadra (membri CONCACAF)
Campione
- 13  Messico (1965, 1971, 1977, 1993, 1996, 1998, 2003, 2009, 2011, 2015, 2019, 2023, 2025)
- 7  Stati Uniti (1991, 2002, 2005, 2007, 2013, 2017, 2021)
- 3  Costa Rica (1963, 1969, 1989)
- 2  Canada (1985, 2000)
- 1  Guatemala (1967),  Haiti (1973),  Honduras (1981)

Secondo posto
- 3  Panama (2005, 2013, 2023)
- 2  El Salvador (1963, 1981),  Giamaica (2015, 2017)
- 1  Trinidad e Tobago (1973)

Terzo posto
- 2  Antille Olandesi (1963, 1969)

Semifinale
- 1  Guadalupa (2009)

Quarto posto
- 1  Cuba (1971)

Sesto posto
- 1  Nicaragua (1967),  Suriname (1977)

Quarti di finale
- 1  Martinica (2002)

Primo turno
- 3  Grenada (2009, 2011, 2021)
- 1  Saint Vincent e Grenadine (1996),  Belize (2013),  Guyana francese (2017),  Bermuda,  Guyana (2019),  Saint Kitts e Nevis (2023),  Rep. Dominicana (2025)

### Nazioni ospitanti
| Edizioni | Nazione           | Anno/i |
| -------- | ----------------- | --- |
| 16       | Stati Uniti       | 1991, 1993, 1996, 1998, 2000, 2002, 2003, 2005, 2007, 2009, 2011, 2013, 2015, 2017, 2019, 2021, 2023, 2025 |
| 3        | Messico           | 1977, 1993, 2003                                                                                           |
| 3        | Canada            | 2015, 2023, 2025                                                                                           |
| 2        | Honduras          | 1967, 1981                                                                                                 |
| 2        | Costa Rica        | 1969, 2019                                                                                                 |
| 1        | El Salvador       | 1963 |
| 1        | Guatemala         | 1965 |
| 1        | Trinidad e Tobago | 1971 |
| 1        | Haiti             | 1973 |
| 1        | Giamaica          | 2019 |

### Esordienti (solo membri CONCACAF)
| Anno | Squadre                                                                                              |
| 1963 | Antille Olandesi, Costa Rica, El Salvador, Giamaica, Guatemala, Honduras, Messico, Nicaragua, Panama |
| 1965 | Haiti                                                                                                |
| 1967 | Trinidad e Tobago                                                                                    |
| 1971 | Cuba                                                                                                 |
| 1977 | Canada, Suriname                                                                                     |
| 1985 | Stati Uniti                                                                                          |
| 1993 | Martinica                                                                                            |
| 1996 | Saint Vincent e Grenadine                                                                            |
| 2007 | Guadalupa                                                                                            |
| 2009 | Grenada                                                                                              |
| 2013 | Belize                                                                                               |
| 2017 | Guyana francese                                                                                      |
| 2019 | Bermuda, Guyana                                                                                      |
| 2023 | Saint Kitts e Nevis                                                                                  |
| 2025 | Rep. Dominicana                                                                                      |

### Ultima partecipazione (solo membri CONCACAF)
| Anno | Squadre |
| 2025 | Canada, Costa Rica, Curaçao, El Salvador, Giamaica, Guadalupa, Guatemala, Haiti, Honduras, Messico, Panama, Rep. Dominicana, Suriname, Stati Uniti, Trinidad e Tobago |
| 2023 | Cuba, Martinica, Saint Kitts e Nevis |
| 2021 | Grenada |
| 2019 | Bermuda, Guyana, Nicaragua |
| 2017 | Guyana francese |
| 2013 | Belize |
| 1996 | Saint Vincent e Grenadine |

### Nazionali mai qualificate (solo membri CONCACAF)
- Anguilla,  Antigua e Barbuda,  Aruba,  Bahamas,  Barbados,  Bonaire,  Dominica,  Isole Cayman,  Isole Vergini Americane,  Isole Vergini Britanniche,  Montserrat,  Porto Rico,  Saint-Martin,  Saint Lucia,  Sint Maarten,  Turks e Caicos

### Edizioni consecutive da cui una squadra è qualificata (solo membri CONCACAF)
| Num | Squadre                                         |
| 20  | Stati Uniti                                     |
| 18  | Messico                                         |
| 15  | Costa Rica                                      |
| 14  | Canada                                          |
| 12  | Honduras                                        |
| 11  | Panama                                          |
| 6   | Giamaica                                        |
| 4   | Haiti, Trinidad e Tobago                        |
| 3   | Guadalupa, Guatemala                            |
| 1   | Curaçao, El Salvador, Rep. Dominicana, Suriname |

## Statistiche

### Capocannonieri
| Anno | Capocannoniere | Nazionale                              | Gol |
| ---- | --- | -------------------------------------- | --- |
| 1963 | Eduardo Hernández                                                                                                   | El Salvador                            | 6   |
| 1965 | Ernesto Cisneros | Messico                                | 5   |
| 1967 | Manuel Recinos Luis Estrada                                                                                         | Guatemala Messico                      | 4   |
| 1969 | Víctor Ruiz Cesar Melgar Marco Fiòn                                                                                 | Guatemala Costa Rica                   | 3   |
| 1971 | Roy Sáenz Pierre Bayonne Roberto Rodríguez                                                                          | Costa Rica Haiti Messico               | 3   |
| 1973 | Steve David | Trinidad e Tobago                      | 7   |
| 1977 | Víctor Rangel | Messico                                | 6   |
| 1981 | Hugo Sánchez | Messico                                | 3   |
| 1985 | Roberto Figueroa | El Salvador                            | 5   |
| 1989 | Raúl Chacón Julio Rodas Evaristo Coronado Juan Cayasso Leonidas Flores Leonson Lewis Kerry Jamerson Philibert Jones | Guatemala Costa Rica Trinidad e Tobago | 2   |
| 1991 | Benjamín Galindo | Messico                                | 4   |
| 1993 | Luis Roberto Alves                                                                                                  | Messico                                | 11  |
| 1996 | Eric Wynalda | Stati Uniti                            | 4   |
| 1998 | Luis Hernández Paulo Wanchope                                                                                       | Messico Costa Rica                     | 4   |
| 2000 | Carlo Corazzin | Canada                                 | 4   |
| 2002 | Brian McBride | Stati Uniti                            | 4   |
| 2003 | Landon Donovan Wálter Centeno                                                                                       | Stati Uniti Costa Rica                 | 4   |
| 2005 | Landon Donovan DaMarcus Beasley Wilmer Velásquez Carlos Ruiz                                                        | Stati Uniti Honduras Guatemala         | 3   |
| 2007 | Carlos Pavón | Honduras                               | 5   |
| 2009 | Miguel Sabah | Messico                                | 4   |
| 2011 | Javier Hernández | Messico                                | 7   |
| 2013 | Landon Donovan Chris Wondolowski Gabriel Torres                                                                     | Stati Uniti Panama                     | 5   |
| 2015 | Clint Dempsey | Stati Uniti                            | 7   |
| 2017 | Alphonso Davies Kévin Parsemain Jordan Morris                                                                       | Canada Martinica Stati Uniti           | 3   |
| 2019 | Jonathan David | Canada                                 | 6   |
| 2021 | Almoez Ali | Qatar                                  | 4   |
| 2023 | Jesús Ferreira | Stati Uniti                            | 7   |
| 2025 | Ismael Díaz | Panama                                 | 6   |

### Migliori calciatori
| Anno | Miglior giocatore      | Nazionale   |
| ---- | ---------------------- | ----------- |
| 1991 | Tony Meola             | Stati Uniti |
| 1993 | Ramón Ramírez          | Messico     |
| 1996 | Raúl Lara              | Messico     |
| 1998 | Kasey Keller           | Stati Uniti |
| 2000 | Craig Forrest          | Canada      |
| 2002 | Brian McBride          | Stati Uniti |
| 2003 | Jesús Arellano         | Messico     |
| 2005 | Luis Tejada            | Panama      |
| 2007 | Julián de Guzmán       | Canada      |
| 2009 | Giovani dos Santos     | Messico     |
| 2011 | Javier Hernández       | Messico     |
| 2013 | Landon Donovan         | Stati Uniti |
| 2015 | Andrés Guardado        | Messico     |
| 2017 | Michael Bradley        | Stati Uniti |
| 2019 | Raúl Jiménez           | Messico     |
| 2021 | Héctor Herrera         | Messico     |
| 2023 | Adalberto Carrasquilla | Panama      |
| 2025 | Edson Álvarez          | Messico     |

### Migliori portieri
| Anno | Miglior portiere | Nazionale   |
| ---- | ---------------- | ----------- |
| 2002 | Lars Hirschfeld  | Canada      |
| 2003 | Oswaldo Sánchez  | Messico     |
| 2005 | Jaime Penedo     | Panama      |
| 2007 | Franck Grandel   | Guadalupa   |
| 2009 | -                | -           |
| 2011 | Noel Valladares  | Honduras    |
| 2013 | Jaime Penedo     | Panama      |
| 2015 | Brad Guzan       | Stati Uniti |
| 2017 | Andre Blake      | Giamaica    |
| 2019 | Guillermo Ochoa  | Messico     |
| 2021 | Matt Turner      | Stati Uniti |
| 2023 | Guillermo Ochoa  | Messico     |
| 2025 | Luis Malagón     | Messico     |

## Record

### Squadre
- Maggior numero di titoli consecutivi:
  - 3  Messico (1993, 1996, 1998)
- Maggior numero di edizioni consecutive con vincitori diversi:
  - 6  Haiti (1973),  Messico (1977),  Honduras (1981),  Canada (1985),  Costa Rica (1989),  Stati Uniti (1991)
- Maggior numero di partecipazioni:
  - 26  Messico
- Maggior numero di partecipazioni consecutive:
  - 20  Stati Uniti (dal 1985 al 2025)
- Maggior numero di tentativi falliti di qualificazione:
  - 19  Antigua e Barbuda,  Porto Rico
- Maggior numero di partecipazioni senza aver mai vinto un titolo:
  - 18  El Salvador,  Trinidad e Tobago
- Minor numero di partecipazioni avendo vinto almeno un titolo:
  - 16  Haiti

### Partite
- Maggior numero di gol:
  - 10 ( Costa Rica -  Martinica 6-4, 2023)
- Scarto di reti più ampio, maggior numero di gol segnati e subiti da una squadra:
  - 9 ( Messico -  Martinica 9-0, 1993)
- Maggior numero di gol di un giocatore:
  - 7 Luis Roberto Alves ( Messico - Martinica 9-0, 1993)
- Maggior numero di gol subiti da un portiere:
  - 9 Marc Lagier (Messico -  Martinica 9-0, 1993)
- Maggior numero di marcatori diversi:
  - 9 ( Costa Rica -  Martinica 6-4, 2023)
- Maggior numero di marcatori diversi per una squadra:
  - 6 ( Costa Rica - Martinica 6-4, 2023)

### Giocatori
- Maggior numero di titoli:
  - 6 Guillermo Ochoa ( Messico, 2009, 2011, 2015, 2019, 2023, 2025)
- Maggior numero di gol:
  - 18 Landon Donovan ( Stati Uniti)
- Maggior numero di edizioni con almeno un gol segnato:
  - 6 Landon Donovan ( Stati Uniti)
- Maggior numero di gol in un'edizione:
  - 11 Luis Roberto Alves ( Messico, 1993)

### Allenatori
- Maggior numero di titoli:
  - 3 Bruce Arena ( Stati Uniti, 2002, 2005, 2017)
- Vincitore con squadre diverse:
  - 2 Bora Milutinovic ( Stati Uniti, 1991,  Messico, 1996)